# Fraises Romanoff
 (novembre 2013).
Si vous disposez d'ouvrages ou d'articles de référence ou si vous connaissez des sites web de qualité traitant du thème abordé ici, merci de compléter l'article en donnant les références utiles à sa vérifiabilité et en les liant à la section « Notes et références ».
La recette des fraises Romanoff est une recette pour préparer des fraises fraîches.
La recette consiste à plonger les fraises dans un mélange de curaçao, jus d'orange et sucre.
Le nom du dessert est probablement dû au célèbre membre de la dynastie des Romanoff, et notamment par le chef Marie-Antoine Carême chef du tsar russe Nicolas Ier de la famille Romanov.
Une version prétend que cette recette (appelée Strawberries Americaine Style) a été la création du chef Auguste Escoffier du Carlton Hotel à Londres et renommé plus tard Strawberries Romanoff par Michael Romanoff (en) qui a ouvert un restaurant à Hollywood appelé le Romanoff’s.